# Nuša Derenda

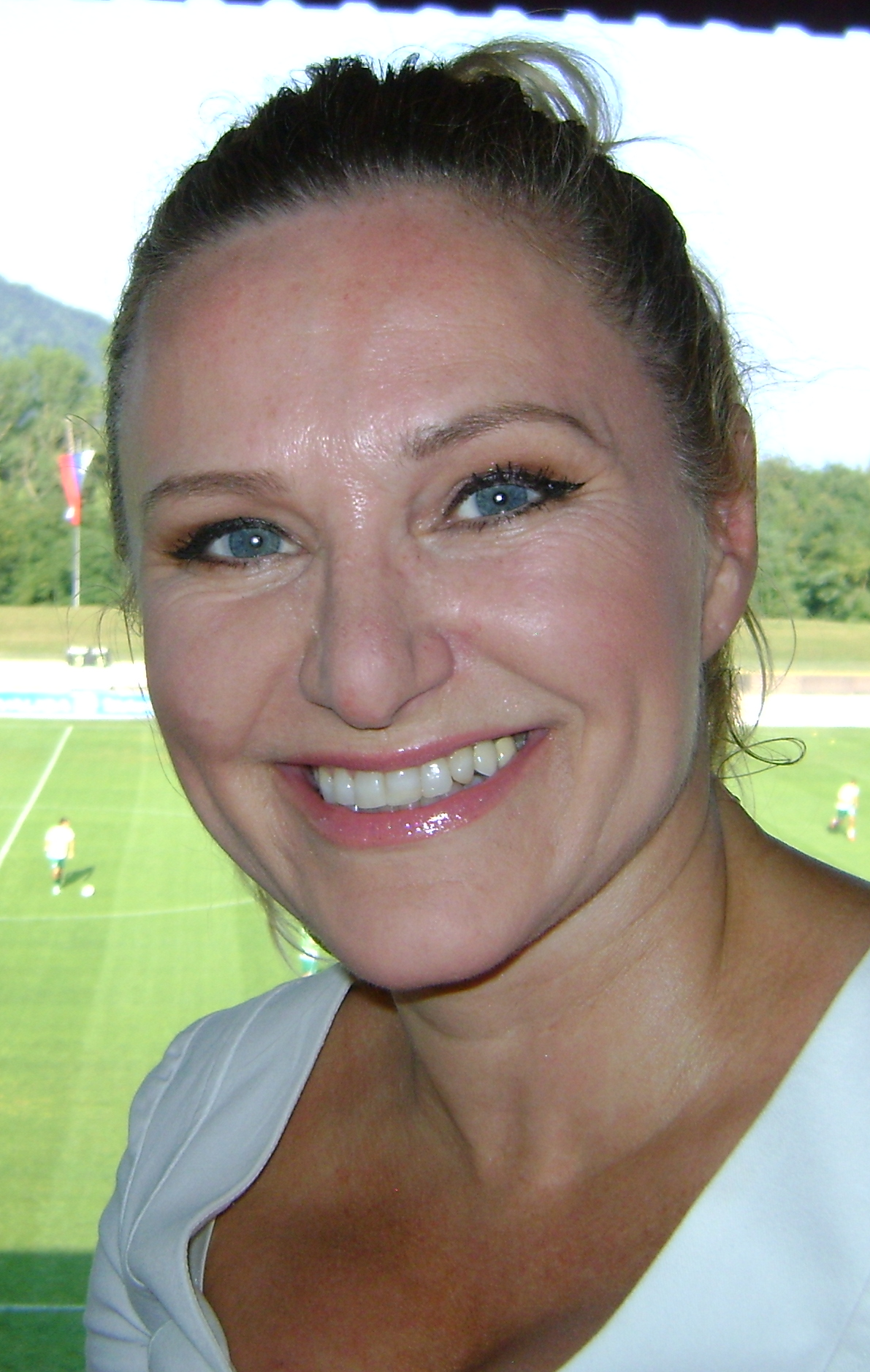
Nuša Derenda, 2015

Nusa Derenda, nome verdadeiro: Anuška Žnideršič (Brežice, Eslovénia, na ex-Iugoslávia, 30 de março de 1969) é uma cantora eslovena.
Desde criança que cantava em vários coros, a solo e tocava acordeão. Depois de terminar os estudos, tocou numa banda que viajou por toda a Europa. O grupo dissolveu-se em 1990. Casou-se com Frank, membro do grupo, em 1995. Os dois faziam juntos uma média de 150 concertos por ano.[carece de fontes?]

## Festival Eurovisão da Canção
Nusa participou várias vezes na EMA (MTV), a fase final eslovena para a escolha da canção que iria representar a Eslovénia no Festival Eurovisão da Canção, No entanto, só conseguiu representar o país em 2001, com a canção Energy, em que conseguiu terminar em 7º lugar, a melhor classificação da Eslovénia naquela competição.

## Discografia
- Vzemi me veter (1999)
- Ni mi zal (2000)
- Festivali (2001)
- Na stiri oci (2002)
- Najvecje uspesnice 1998 - 2004 (2004)
- Nuša za otroke (2005)
- Prestiz (2008)
- Za stare čase (2013)